# Gulf of Zula
Gulf of Zula är en vik i Eritrea.   Den ligger i regionen Norra rödahavsregionen, i den centrala delen av landet, 90 km öster om huvudstaden Asmara.